# Hr.Ms. Nautilus (1930)
Hr.Ms. Nautilus (M 12) was een Nederlandse mijnenlegger, gebouwd door de Rotterdamsche Droogdok Maatschappij uit Rotterdam. Naast mijnenlegger was de Nautilus ook ingericht als vaartuig voor politietoezicht op de zeevisserij.

## De Nautilus voor de Tweede Wereldoorlog
Op 24 en 25 juli 1930 bracht de Nautilus een bezoek aan het eiland Jan Mayen in verband met de plaatsing van een gedenkteken voor de Nederlandse zeelieden die op het eiland overwinterden en het leven lieten. De Nautilus was een van de Nederlandse schepen die in verband met de Spaanse Burgeroorlog vanaf 17 maart 1937 tot 10 januari 1939 voor ruim een miljoen ton aan schepen van diverse Nederlandse rederijen veilig door de Straat van Gibraltar escorteerden. Andere Nederlandse marineschepen die hierbij betrokken waren, waren de Hertog Hendrik, Johan Maurits van Nassau, Java O 13 en de O 15.

## De Nautilus tijdens de Tweede Wereldoorlog
Op 12 mei legde het schip samen met de Willem van der Zaan en de Jan van Brakel een mijnenversperring bij de Haaksgronden. Na het leggen van de mijnen keerde het schip terug naar de rede van Den Helder. Op 14 mei 1940 week het schip uit naar het Verenigd Koninkrijk. Tijdens de overtocht pikte de Nautilus een deel van de bemanning op van de gezonken kanonneerboot Johan Maurits van Nassau. Op 15 mei passeerde de Nautilus samen met de Jan van Brakel, Amsterdam, Z 5, Z 8, G 13 G 15 Dover op weg naar Portsmouth.
In de Britse wateren werd het schip ingezet bij het leggen van sluitversperringen en als bewakingsvaartuig. In eerste instantie lag de Nautilus in Southend. Op 1 juni zou de Nautilus samen met de Jan van Brakel onder begeleiding van de Britse torpedobootjager Walpole als konvooi FN 187 naar Tyne varen. Omdat door de mist het konvooi vertraagd was, werd de Walpole vervangen door de sloep Black Swan. Op 4 juni vertrok het konvooi FN 187 uiteindelijk om op 5 juni in Tyne te arriveren. Later werd het schip gestationeerd in Hartlepool waar het dienstdeed als bewakingsvaartuig.
De Nautilus ging verloren in de Britse wateren doordat het schip op 22 mei 1941 om 00:23, nabij Saltfleet in aanvaring kwam met het Britse stoomschip Murrayfield. Bij het verlies zijn geen van de opvarenden van de Nautilus om het leven gekomen.